# Ananiasz i Safira

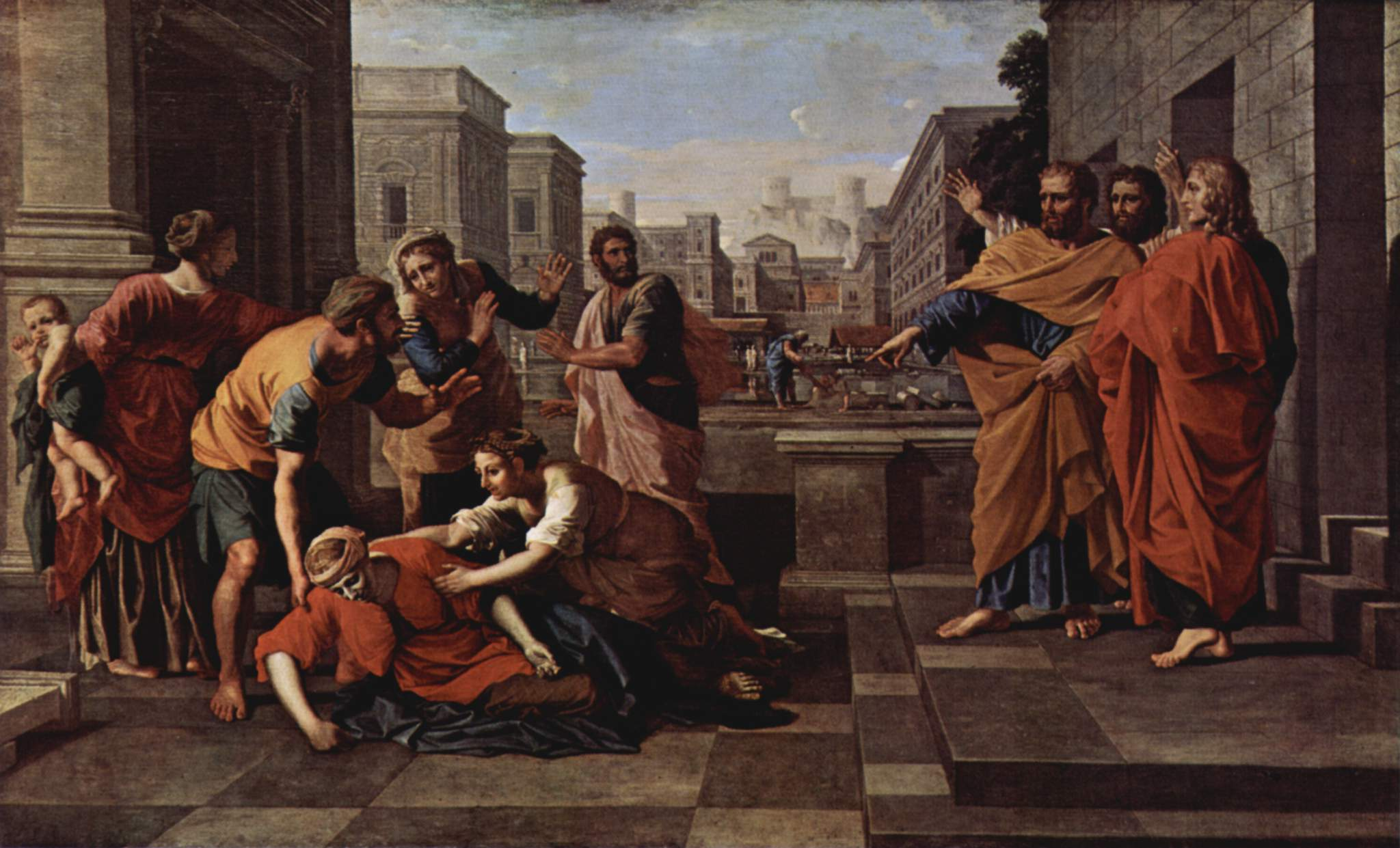
Nicolas Poussin, Śmierć Safiry, około 1652

Ananiasz i Safira – nowotestamentowe małżeństwo, członkowie pierwszej jerozolimskiej wspólnoty chrześcijańskiej. Wspominają o nich Dzieje Apostolskie (5:1-11).

Członkowie wspólnoty współdzielili majątek i nie uznawali prywatnej własności. Sprzedawali domy i ziemię, a pozyskane środki oddawali apostołom, którzy rozdzielali je według potrzeb ludowi. Safira i jej mąż także sprzedali swoją posiadłość, jednak próbowali oszukać apostołów na potrzeby własnej dumy, ukrywając część pieniędzy tylko dla siebie. Gdy Ananiasz przyszedł oddać pieniądze Świętemu Piotrowi, ten oskarżył go o oszustwo wobec Boga (nie społeczności). 
Ananiaszu! Dlaczego pozwoliłeś, aby szatan opanował twoje serce? Okłamałeś Ducha Świętego, bo zatrzymałeś dla siebie część pieniędzy. Czy posiadłość nie należała do ciebie? I czy pieniądze po sprzedaży nie były nadal twoje? Dlaczego więc w swoim sercu postanowiłeś to zrobić? To nie nas okłamałeś, ale Boga
Usłyszawszy te słowa Ananiasz upadł martwy. Gdy przybyła Safira, poszukując swego męża, Święty Piotr również jej zarzucił kłamstwo. Także ona od razu padła martwa. 
Powiedz mi, czy za taką sumę sprzedaliście posiadłość?—spytał ją Piotr.—Tak!—odpowiedziała. —Za taką. —Dlaczego zmówiliście się—odrzekł Piotr—żeby wystawić na próbę Ducha Pana? Właśnie przed wejściem słychać kroki tych, którzy pochowali twojego męża. Zaraz wyniosą również ciebie
Oboje pochowano obok siebie.
Z perspektywy historycznej wiadomo, że oddawanie całości majątków i przejadanie środków spowodowało późniejszy kryzys i ubóstwo w Kościele Jerozolimskim. Ananiasz z żoną przewidywali taki rozwój wypadków i zachowali część majątku dla siebie. Pozornie więc Święty Piotr bezwzględnie ukarał dalekowzrocznych dobroczyńców, zachowując się zbyt surowo i w pewnym stopniu "starotestamentalnie". De facto jednak Piotr nie oskarżał ich o to, że ukryli część pieniędzy, ale o to, że skłamali zapewniając, że oddają całość. Publicznie okazali hojność i pełne zaufanie, a naprawdę zataili fragment prawdy. Ich zaufanie nie było w tym kontekście tak całkowite jak deklarowali. To właśnie łgarstwo wobec Ducha Świętego mocno zdenerwowało Świętego Piotra i doprowadziło małżeństwo do śmierci.